# 282 Клорінда
282 Клорінда (282 Clorinde) — астероїд головного поясу, відкритий 28 січня 1889 року Огюстом Шарлуа у Ніцці.